# Saint-Léger-la-Montagne
Saint-Léger-la-Montagne är en kommun i departementet Haute-Vienne i regionen Nouvelle-Aquitaine i västra Frankrike. Kommunen ligger i kantonen Laurière som tillhör arrondissementet Limoges. År 2022 hade Saint-Léger-la-Montagne 358 invånare.

## Befolkningsutveckling
Antalet invånare i kommunen Saint-Léger-la-Montagne
| Referens: INSEE |